# Fontenay-Saint-Père
Fontenay-Saint-Père is een gemeente in het Franse departement Yvelines (regio Île-de-France) en telt 977 inwoners (2004). De plaats maakt deel uit van het arrondissement Mantes-la-Jolie.

## Geografie
De oppervlakte van Fontenay-Saint-Père bedraagt 13,1 km², de bevolkingsdichtheid is 74,6 inwoners per km².
De onderstaande kaart toont de ligging van Fontenay-Saint-Père met de belangrijkste infrastructuur en aangrenzende gemeenten.

## Demografie
Onderstaande figuur toont het verloop van het inwonertal (bron: INSEE-tellingen).